# Castle Combe Castle
Castle Combe Castle är ett slott i Storbritannien.   Det ligger i grevskapet Wiltshire och riksdelen England, i den södra delen av landet, 150 km väster om huvudstaden London. Castle Combe Castle ligger 118 meter över havet.
Terrängen runt Castle Combe Castle är platt, och sluttar österut. Runt Castle Combe Castle är det ganska tätbefolkat, med 172 invånare per kvadratkilometer. Närmaste större samhälle är Bath, 16,4 km sydväst om Castle Combe Castle. Trakten runt Castle Combe Castle består till största delen av jordbruksmark.